# Nadine Heredia
Nadine Heredia Alarcón, née le 25 mai 1976 à Lima, est une femme politique péruvienne. Épouse du président Ollanta Humala, elle est la Première dame du Pérou de 2011 à 2016. En avril 2025, elle est condamnée à 15 ans de prison pour corruption mais s'enfuit au Brésil.

## Biographie

### Études et famille
La famille de Nadine Heredia est originaire de province (sa mère du Nord du pays, et son père du Sud), ce qui est rare dans la classe dirigeante du pays, dont les membres viennent essentiellement de la capitale. Elle effectue des études de communication et de sociologie à l'université de Lima et à la Sorbonne, en France, où elle s'inscrit en doctorat de sciences politiques,.
Elle est mariée à l'homme politique Ollanta Humala Tasso ; le couple a trois enfants. La mère d'Ollanta Humala, Elena Tasso Heredia, est la cousine de Nadine Heredia ; Ollanta Humala est donc neveu au second degré de son épouse.

### Carrière
Elle cofonde avec son mari Ollanta Humala le PNP (Parti nationaliste péruvien) ; il en devient le président. De son côté, elle s'occupe de la section jeunesse du parti et est déléguée du PNP pour les relations extérieures, secrétaire aux Affaires étrangères.
Lors des élections générales péruviennes de 2006, son rôle d'éminence grise auprès de son époux est critiqué ; son mari perd face à Alan García, qui obtient 53 % des voix. Elle se met dès lors plus en retrait, souhaitant davantage apparaître comme une épouse modèle que comme une femme politique ou une conseillère officieuse. Aux élections de 2011, il est cette fois-ci élu à la tête du pays.
La nomination comme directrice du bureau de représentation de la FAO au siège de l’ONU à Genève, de Mme Heredia, qui fait l'objet, avec son mari, d’une enquête pour blanchiment d’argent concernant les fonds du Parti nationaliste, a soulevé les protestations du nouveau gouvernement du Pérou.

### Première dame du Pérou
Avec l'élection de son époux au poste de président de la République en 2011, Nadine Heredia devient la Première dame du Pérou. Elle conserve néanmoins une grande influence sur son mari, et est caricaturée dans la presse comme la « coprésidente » de la République. Elle est considérée comme la « ministre bis des Affaires sociales ».
En 2012, forte de 800 000 abonnés à son compte Twitter, elle possède une cote de popularité de 54 %, dépassant en cela tous les ministres du gouvernement péruvien. Certains analystes lui prêtent même un destin politique présidentiel pour le scrutin de 2016, même si elle assure ne pas y penser pour le moment et malgré le fait que la loi péruvienne interdise actuellement au conjoint d'un président sortant de se présenter au scrutin suivant.
Le 15 avril 2025, un tribunal de Lima condamne Nadine Heredia et son époux Ollanta Humala à 15 ans de prison pour avoir blanchi des fonds de la société brésilienne Odebrecht afin de financer les campagnes présidentielles d'Humala de 2006 et 2011. Ilán Heredia, le frère de Nadine, est condamné à 12 ans de prison. Nadine Heredia se rend à l'ambassade brésilienne à Lima où elle demande et obtient l'asile politique. Elle et son fils obtiennent l'asile et rejoignent le Brésil le lendemain.

## Publication
- (es) La persuasión del cambio. La formación de líderes desde las ONGs, Javier Díaz-Albertini et Nadine Heredia Alarcón.